# N̐
Cette page contient des caractères spéciaux ou non latins. S’ils s’affichent mal (▯, ?, etc.), consultez la page d’aide Unicode.
La lettre N̐ (minuscule n̐), appelée N tchandrabindou est une lettre diacritée qui est utilisée dans certaines romanisations de l’assamais, du bengali, de l’hindi, de l’oriya et du telougou. Elle est composée de la lettre N diacritée d’un tchandrabindou.

## Utilisation
Le ‹ n̐ › est utilisé dans l’ISO 15919 et plusieurs translittérations de langues indiennes de l’ALA-LC. Il est généralement l’équivalent de ‹ m̐ › devant les consonnes palatales, gutturales, dentales ou rétroflexes. Les translittérations du GENUNG utilisent uniquement  ‹ m̐ ›.

## Représentation informatique
Le N tchandrabindou peut être représenté avec les caractères Unicode suivants :
- décomposé (latin de base, diacritiques)[1],[2] :

| formes    | représentations | chaînes de caractères | points de code | descriptions                                         |
| --------- | --------------- | --------------------- | -------------- | ---------------------------------------------------- |
| capitale  | N̐               | N◌̐                    | U+004E U+0310  | lettre majuscule latine n diacritique tchandrabindou |
| minuscule | n̐               | n◌̐                    | U+006E U+0310  | lettre minuscule latine n diacritique tchandrabindou |